# Збірна Чехії з хокею із шайбою
Збірна Чехії з хокею із шайбою — національна команда Чехії, що представляє країну на міжнародних змаганнях з хокею із шайбою. Опікується командою Асоціація хокею Чехії. Найкращі досягнення команди: золота медаль на зимових Олімпійських іграх 1998 року і численні медальні здобутки на світових форумах, в тому числі, 6 золотих медалей на чемпіонатах світу.

## Результати

### На зимових Олімпіадах
- 1994 — Закінчили на 5-му місці
- 1998 — Закінчили на 1-му місці (золота медаль)
- 2002 — Закінчили на 5-му місці
- 2006 — Закінчили на 3-му місці (бронзова медаль)
- 2010 — Закінчили на 7-му місці
- 2014 — Закінчили на 6-му місці
- 2018 — Закінчили на 4-му місці
- 2022 — Закінчили на 9-му місці

### На Чемпіонатах світу
- 1993 — Здобули бронзову медаль
- 1994 — Закінчили на 7-му місці
- 1995 — Закінчили на 4-му місці
- 1996 — Здобули золоту медаль
- 1997 — Здобули бронзову медаль
- 1998 — Здобули бронзову медаль
- 1999 — Здобули золоту медаль
- 2000 — 'Здобули золоту медаль
- 2001 — Здобули золоту медаль
- 2002 — Закінчили на 5-му місці'
- 2003 — Закінчили на 4-му місці
- 2004 — Закінчили на 5-му місці
- 2005 — Здобули золоту медаль
- 2006 — Здобули срібну медаль
- 2007 — Закінчили на 7-му місці
- 2008 — Закінчили на 5-му місці
- 2009 — Закінчили на 6-му місці
- 2010 — Здобули золоту медаль
- 2011 — Здобули бронзову медаль
- 2012 — Здобули бронзову медаль
- 2013 — Закінчили на 7-му місці
- 2014 — Закінчили на 4-му місці
- 2015 — Закінчили на 4-му місці
- 2016 — Закінчили на 5-му місці
- 2017 — Закінчили на 7-му місці
- 2018 — Закінчили на 7-му місці
- 2019 — Закінчили на 4-му місці
- 2021 — Закінчили на 7-му місці
- 2022 — Здобули бронзову медаль
- 2023 — Закінчили на 8-му місці
- 2024 — Здобули золоту медаль
- 2025 — 6-е місце

### Кубок світу
- 1996 — Кубок світу з хокею із шайбою - Закінчили на 8-му місці (не пробилися до плей-оф)
- 2004 — Кубок світу з хокею із шайбою - Закінчили на 3-му місці (бронзова медаль)
- 2016 — Кубок світу з хокею із шайбою - Закінчили на 6-му місці (не пробилися до плей-оф)